# Șiștarovăț
Șiștarovăț (en hongrois : Sistaróc, en allemand : Schischtarowetz) est une commune du județ d'Arad, Roumanie qui compte 358 habitants.
La commune est composée de 4 villages : Cuveșdia, Labașinț, Șiștarovăț et Varnița.

## Culture
D'après le recensement de 2011, la commune compte 358 habitants, en augmentation par rapport au recensement de 2002 où elle en comptait 383.